# Stimulation du nerf occipital
La stimulation nerveuse occipitale (en anglais : occipital nerve stimulation, ONS), aussi appelée « stimulation nerveuse périphérique du nerf occipital », est utilisée pour le traitement de la migraine chronique chez les patients en échec avec les traitements médicamenteux.
Ce traitement consiste à utiliser des faibles impulsions électriques pour stimuler le nerf grand occipital et le nerf petit occipital qui font partie du système nerveux périphérique et situés à l’arrière du crâne juste au-dessus de la nuque.
Les impulsions électriques sont générées par un petit appareil appelé neurostimulateur – similaire à un stimulateur cardiaque – qui est implanté dans la fesse, dans la poitrine, ou dans la partie basse de l’abdomen, sous l’omoplate ou en dessous de la clavicule. La stimulation est transmise au nerf grand occipital et au nerf petit occipital avec de petites électrodes métalliques qui sont placées à l’extrémité d’une sonde et implantées juste sous la peau. L’intensité des impulsions électriques peut être ajustée à l’aide d’une télécommande.

## Historique
En 2011, Slavin a retracé l’histoire de la stimulation nerveuse périphérique. Son utilisation pour le traitement des douleurs chroniques a été proposé pour la première fois par en 1967 par Wall and Sweet avec les premières implantations réalisées en 1962 par Shelden. L’auteur avait démontré que la stimulation des nerfs périphériques provoquait une suppression de la perception de la douleur. Une utilisation semi-expérimentale de cette technique s’est poursuivie pendant 15 à 20 ans. À la fin des années 1980, la stimulation nerveuse périphérique est devenue une technique chirurgicale reconnue. À la fin des années 1990, Weiner and Reed ont proposé l’utilisation d’une telle technique percutanée d’insertion d’une électrode à proximité des nerfs occipitaux pour traiter les névralgies occipitales. Weiner a montré que cette technique de stimulation percutanée est simple et efficace. Ce travail exploratoire a marqué le début de l’ère moderne de la stimulation nerveuse périphérique. En 2003, Popeney and Alo ont proposé l’utilisation de la stimulation nerveuse périphérique pour le traitement des migraines chroniques. Il s’est ensuivi la mise en place d’essais randomisés contrôlés (ERC) pour confirmer le bénéfice clinique de cette technique dans cette indication.
En septembre 2011, St Jude Medical Inc. a été la première société à recevoir le certificat de conformité européenne (marquage CE) pour l’utilisation de la stimulation nerveuse périphérique pour le traitement des migraines chroniques.

## Patients éligibles – Population cible
La SNP des nerfs occipitaux est appropriée pour le traitement des migraines chroniques qui sont classées comme réfractaires.
La notion de migraine chronique a été définie dans les recommandations de la société internationale des céphalées (IHS) :
- plus de 15 jours de céphalées (ou mal de tête) par mois depuis plus de 3 mois avec des céphalées qui durent entre 4 et 72 heures ;
- au moins une des caractéristiques suivantes : douleur de localisation unilatérale, douleur de type pulsatile, douleur modérée à intense aggravée par un exercice physique de routine (marche ou monter les escaliers) ;
- pendant les céphalées, présence au moins de : nausée et/ou vomissement, photophobie et phonophobie ;
- céphalée sans autre origine ;
- absence de céphalée par abus médicamenteux.

La migraine chronique est considérée comme réfractaire dès l’instant ou trois médicaments préventifs, voire plus, se sont révélés inefficaces et lorsqu’une invalidité a minima  modérée a été déterminée à l’aide d’un questionnaire de mesure de l’incapacité de type MIDAS ou HIT-6.

## Procédure chirurgicale

### Phase pré-chirurgicale
Avant l’implantation, il est d’usage de réaliser un bilan psychologique chez les patients pour évaluer d’éventuelles contre-indications. Les effets indésirables possibles liés à la SNP doivent être discutés avec les patients et leur accord recueilli. Ces effets indésirables peuvent concerner une perte d’efficacité liée à un déplacement des électrodes, une lésion nerveuse, une stimulation musculaire douloureuse, une infection, une fracture de l’électrode, un défaut de fonctionnement du stimulateur, un remplacement du stimulateur lié à un épuisement de sa batterie, un hématome ou encore un épanchement séreux.

### Implantation
Dans la plupart des cas, une phase de stimulation test est pratiquée pour s’assurer que la stimulation donnera les résultats escomptés. Une anesthésie locale est réalisée sur la partie postérieure du cou et une aiguille épidurale (type Tuohy) est introduite en direction des nerfs occipitaux avec un guidage fluoroscopique,,. Lorsque le bon positionnement est confirmé, une sonde de stimulation temporaire est introduite et l’aiguille épidurale est retirée avec précaution,. Les impulsions électriques sont émises par la sonde et sa position est ajustée jusqu’à ce que le patient ressente des « fourmillements » appelés paresthésies, dans la région des nerfs occipitaux,. Si les paresthésies sont ressenties de façon adéquate et au bon endroit, des électrodes définitives sont généralement implantées à une date ultérieure. Dans certains cas, les sondes temporaires sont laissées pendant une semaine et plus pour constater l’amélioration des symptômes.
L’implantation des sondes définitives se fait sous anesthésie générale ou sous anesthésie locale avec sédation. Dans un premier temps, une petite incision est faite à la base du crâne et une aiguille épidurale est insérée d’un seul côté dans la région des nerfs occipitaux toujours sous guidage fluoroscopique,,. Lorsque la sonde est bien positionnée, l’aiguille est retirée avec précaution et la sonde est fixée,,. Sachant que la plupart des patients nécessitent une stimulation bilatérale, une deuxième est fréquemment implantée de la même façon du côté opposé,. La (les) sonde(s) sont insérées sous la peau et connectée(s) à un stimulateur qui est en général implanté dans la fesse, la poitrine, la partie basse de l’abdomen, près de l’omoplate ou encore sous la clavicule.

## Données cliniques
Les résultats de trois essais randomisés contrôlés ont été publiés. Un essai randomisé contrôlé avec 157 patients migraineux chroniques a été présenté en octobre 2012. Les participants ont été implantés avec un stimulateur et randomisés pendant 12 semaines dans un groupe avec stimulateur activé (groupe traitement) et dans un groupe avec le stimulateur inactivé (groupe contrôle). Après 12 semaines, tous les participants à l’étude ont eu un stimulateur activé jusqu’à 52 semaines. Au total, les données complètes de 153 participants ont été analysées après 12 semaines.
Les patients du groupe traitement ont présenté une réduction statistiquement significative (p<0,05) de la douleur avec un seuil de 30 % mesuré avec une échelle visuelle analogique (EVA). De plus, l’étude a montré qu’en moyenne, le groupe traitement (stimulateur activé) a présenté 6,1 jours avec migraines de moins que le groupe contrôle (stimulteur inactivé), cette différence étant statistiquement significative (p<0,001). Les investigateurs de l’essai clinique ont rapporté que le pourcentage global des événements indésirables sérieux relatifs à la procédure opératoire et au stimulateur était de 1 % incluant un cas d’infection et un cas de douleur post-opératoire qui ont requis une hospitalisation supplémentaire.
En février, les investigateurs de l’essai clinique randomisé Onstim ont présenté les résultats après 3 mois de suivi de patients présentant des migraines chroniques. Les participants à cet essai avaient au préalable reçu un traitement par bloc (anesthésique) nerveux périphérique des nerfs occipitaux. Ceux qui présentaient une bonne réponse au traitement avaient été randomisés dans 3 groupes. Le premier groupe était le groupe traitement (33 participants) avec une stimulation modulable. Les deux autres groupes étaient des groupes contrôle avec pour l’un une stimulation inefficace de 1 minute par jour et pour l’autre un traitement médical standard (17 participants dans chaque groupe).
Les patients qui présentaient au moins 50 % de réduction du nombre de jours par mois avec céphalées ou une réduction moyenne de 3 points de l’intensité de la douleur (sur une échelle maximale de 10) par rapport au début de l’essai étaient considérés comme « répondeurs » au traitement. Après trois mois de suivi, 39 % des participants du groupe traitement (stimulation modulable) étaient « répondeurs » contre 6 % dans le groupe stimulation inefficace et 0 % dans le groupe traitement médical standard. D’autres résultats comme le nombre de jours avec céphalées n’était pas statistiquement différent entre les trois groupes. Néanmoins, le pourcentage de réduction des jours avec céphalées était de 27 % pour le groupe traitement et moins de 9 % pour chacun des groupes contrôles, montrant des valeurs positives pour le groupe traitement. Aucun événement indésirable non anticipé n’a été rapporté et un déplacement de la (les) sonde(s) ont été observés chez 24 % des participants.
En décembre 2009, les investigateurs de l’étude Prism ont présenté les résultats d’un essai randomisé contrôlé portant sur 125 patients avec des migraines chroniques,,. Les participants ont été randomisés en 2 groupes. Un groupe avec une stimulation activée (groupe traitement) et l’autre groupe avec une stimulation inefficace (groupe contrôle). Les participants du groupe traitement ont présenté une réduction moyenne des jours avec migraine de 5,5 jours par mois par rapport à une référence de 20,2 jours par mois avant traitement. La réduction était de 3,9 jours par mois par rapport à une référence de 19,2 jours par mois dans le groupe contrôle. La différence entre les deux groupes n’était pas statistiquement différente. Néanmoins il y a avait une tendance positive pour le groupe traitement chez les patients qui ne présentaient pas de céphalées par abus médicamenteux.